# German Football League
La German football League (GFL) (Liga Alemana de Fútbol Americano en español) es la competición más importante de fútbol americano en Alemania. El partido final se denomina German Bowl, y su ganador se proclama campeón de la liga.

## Equipos de la GFL en 2025

### Conferencia Norte
- Berlin Rebels
- Braunschweig Lions
- Dresden Monarchs
- Düsseldorf Panther
- Hildesheim Invaders
- Kiel Baltic Hurricanes
- Paderborn Dolphins
- Potsdam Royals

### Conferencia Sur
- Allgäu Comets
- Kirchdorf Wildcats
- Munich Cowboys
- Pforzheim Wilddogs
- Ravensburg Razorbacks
- Saarland Hurricanes
- Schwäbisch Hall Unicorns
- Straubing Spiders

## German Bowl
| Año  | Campeón                  | Subcampeón               | Marcador |
| ---- | ------------------------ | ------------------------ | -------- |
| 1979 | Frankfurter Löwen        | Ansbach Grizzlies        | 14 - 8   |
| 1980 | Frankfurter Löwen        | Ansbach Grizzlies        | 21 - 12  |
| 1981 | Ansbach Grizzlies        | Frankfurter Löwen        | 27 - 6   |
| 1982 | Ansbach Grizzlies        | Cologne Crocodiles       | 12 - 6   |
| 1983 | Düsseldorf Panther       | Ansbach Grizzlies        | 22 - 7   |
| 1984 | Düsseldorf Panther       | Ansbach Grizzlies        | 14 - 7   |
| 1985 | Ansbach Grizzlies        | Düsseldorf Panther       | 14 - 7   |
| 1986 | Düsseldorf Panther       | Ansbach Grizzlies        | 27 - 14  |
| 1987 | Berlin Adler             | Badener Greifs           | 37 - 12  |
| 1988 | Red Barons Cologne       | Düsseldorf Panther       | 25 - 20  |
| 1989 | Berlin Adler             | Red Barons Cologne       | 30 - 23  |
| 1990 | Berlin Adler             | Cologne Crocodiles       | 50 - 38  |
| 1991 | Berlin Adler             | Cologne Crocodiles       | 22 - 21  |
| 1992 | Düsseldorf Panther       | Munich Cowboys           | 24 - 23  |
| 1993 | Munich Cowboys           | Cologne Crocodiles       | 42 - 36  |
| 1994 | Düsseldorf Panther       | Berlin Adler             | 27 - 17  |
| 1995 | Düsseldorf Panther       | Hamburg Blue Devils      | 17 - 10  |
| 1996 | Hamburg Blue Devils      | Düsseldorf Panther       | 31 - 12  |
| 1997 | Braunschweig Lions       | Cologne Crocodiles       | 26 - 23  |
| 1998 | Braunschweig Lions       | Hamburg Blue Devils      | 20 - 14  |
| 1999 | Braunschweig Lions       | Hamburg Blue Devils      | 25 - 24  |
| 2000 | Cologne Crocodiles       | Braunschweig Lions       | 31 - 29  |
| 2001 | Hamburg Blue Devils      | Braunschweig Lions       | 31 - 13  |
| 2002 | Hamburg Blue Devils      | Braunschweig Lions       | 16 - 13  |
| 2003 | Hamburg Blue Devils      | Braunschweig Lions       | 37 - 36  |
| 2004 | Berlin Adler             | Braunschweig Lions       | 10 - 7   |
| 2005 | Braunschweig Lions       | Hamburg Blue Devils      | 31 - 28  |
| 2006 | Braunschweig Lions       | Marburg Mercenaries      | 31 - 13  |
| 2007 | Braunschweig Lions       | Stuttgart Scorpions      | 27 - 6   |
| 2008 | Braunschweig Lions       | Kiel Baltic Hurricanes   | 20 - 14  |
| 2009 | Berlin Adler             | Kiel Baltic Hurricanes   | 28 - 21  |
| 2010 | Kiel Baltic Hurricanes   | Berlin Adler             | 17 - 10  |
| 2011 | Schwäbisch Hall Unicorns | Kiel Baltic Hurricanes   | 48 - 44  |
| 2012 | Schwäbisch Hall Unicorns | Kiel Baltic Hurricanes   | 56 - 53  |
| 2013 | Braunschweig Lions       | Dresden Monarchs         | 35 - 34  |
| 2014 | Braunschweig Lions       | Schwäbisch Hall Unicorns | 47 - 9   |
| 2015 | Braunschweig Lions       | Schwäbisch Hall Unicorns | 41 - 31  |
| 2016 | Braunschweig Lions       | Schwäbisch Hall Unicorns | 31 - 20  |
| 2017 | Schwäbisch Hall Unicorns | Braunschweig Lions       | 14 - 13  |
| 2018 | Schwäbisch Hall Unicorns | Frankfurt Universe       | 21 - 19  |
| 2019 | Braunschweig Lions       | Schwäbisch Hall Unicorns | 10 - 7   |
| 2021 | Dresden Monarchs         | Schwäbisch Hall Unicorns | 28 - 19  |
| 2022 | Schwäbisch Hall Unicorns | Potsdam Royals           | 44 - 27  |
| 2023 | Potsdam Royals           | Schwäbisch Hall Unicorns | 34 - 7   |
| 2024 | Potsdam Royals           | Dresden Monarchs         | 27 - 21  |

## Títulos por club
| Equipo                   | Títulos | Historial                                                   |
| ------------------------ | ------- | ----------------------------------------------------------- |
| Braunschweig Lions       | 12      | 1997-1998-1999-2005-2006-2007-2008-2013-2014-2015-2016-2019 |
| Berlin Adler             | 6       | 1987-1989-1990-1991-2004-2009                               |
| Düsseldorf Panther       | 6       | 1983-1984-1986-1992-1994-1995                               |
| Schwäbisch Hall Unicorns | 5       | 2011-2012-2017-2018-2022                                    |
| Hamburg Blue Devils      | 4       | 1996-2001-2002-2003                                         |
| Ansbach Grizzlies        | 3       | 1981-1982-1985                                              |
| Potsdam Royals           | 2       | 2023-2024                                                   |
| Frankfurter Löwen        | 2       | 1979-1980                                                   |
| Dresden Monarchs         | 1       | 2021                                                        |
| Kiel Baltic Hurricanes   | 1       | 2010                                                        |
| Cologne Crocodiles       | 1       | 2000                                                        |
| Red Barons Cologne       | 1       | 1988                                                        |
| Munich Cowboys           | 1       | 1993                                                        |

En negrita los equipos que participaron en la temporada 2025.